# Robert Reimann

Robert Reimann (1971)

Robert Reimann (* 17. Dezember 1911 in Wölflinswil; † 28. August 1987 während einer Wanderung, heimatberechtigt in Wölflinswil) war ein Schweizer Politiker (CVP).

## Biografie

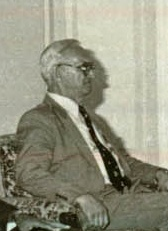
Robert Reimann

Robert Reimann kam am 17. Dezember 1911 in Wölflinswil als Sohn des Ziegeleiarbeiters Josef Reimann und der Anna Maria geborene Schmid zur Welt. Reimann absolvierte zunächst zwischen 1928 und 1932 eine Lehre als Maschinenzeichner bei der BBC in Baden. In der Folge war er dort als Konstruktionschef der Abteilung Hochspannungsapparate tätig. Zuletzt gehörte er von 1970 bis 1976 dem Konzernstab Führungspersonal an.
Robert Reimann heiratete im Jahr 1939 Maria Rosa ebenfalls geborene Reimann. Er verstarb am 28. August 1987 im Alter von 75 Jahren während einer Wanderung.

## Politische Laufbahn
Sein erstes politisches Amt bekleidete Robert Reimann, Mitglied der Christlichdemokratischen Volkspartei, in den Jahren 1933 bis 1935 als Gemeinderat von Wölflinswil. Im unmittelbaren Anschluss wurde ihm die nebenamtliche Funktion des Gemeindeschreibers übertragen, die er bis 1937 innehatte. Schliesslich stand er Wölflinswil von 1937 bis 1961 als Gemeindeammann vor. Daneben vertrat er von 1941 bis 1965 seine Partei im Aargauer Grossen Rat, davon 1961 bis 1962 als Präsident. Zudem fungierte er von 1961 bis 1972 als Präsident  der CVP Aargau. Darüber hinaus nahm er von 1955 bis 1963 für den Kanton Einsitz in den Nationalrat, bevor er 1963 in den Ständerat gewählt wurde, dem er bis 1979 angehörte und den er vom 28. November 1977 bis zum 27. November 1978 präsidierte. 
Ferner war er im Nationalen Forschungsrat sowie unter anderem in der Kommission für Aussenwirtschaft und für Atomwissenschaft vertreten. Überdies amtierte er von 1976 bis 1984 als Präsident des Schweizer Verbands der Raiffeisenbanken.
Robert Reimanns Engagement galt der Bildung, Technik, Forschung, Industrie, aber auch sozialen Anliegen.